# Gran Alegria
Gran Alegria, en japonais グランアレグリア, née en 2016, est un cheval de course japonais.

## Carrière de courses
Élevée à Abira, sur l'île d'Hokkaidō, par Northern Farm, l'une des entités de Shadai Farm, la plus grande structure d'élevage de pur-sang aux Japon, Gran Alegria débute victorieusement à Tokyo en juin 2018, juste avant le break estival. Elle revient à l'automne et enchaîne avec une victoire de groupe sur le même hippodrome, dans la Saudi Arabia Royal Cup, puis au lieu de s'aligner dans les Hanshin Juvenile Fillies, sorte de finale pour les meilleures pouliches de 2 ans, elle défie les meilleurs mâles japonais dans les Asahi Hai Futurity Stakes. Elle s'y classe valeureuse troisième d'Admire Mars (qui sera élu 2 ans de l'année et remportera par la suite la NHK Mile Cup et le Hong Kong Mile) et le gros outsider Kurino Gaudi. Une belle performance, mais insuffisante pour ravir à Danon Fantasy, la lauréate du Hanshin Juvenile Fillies, le titre de meilleure 2 ans de l'année.  

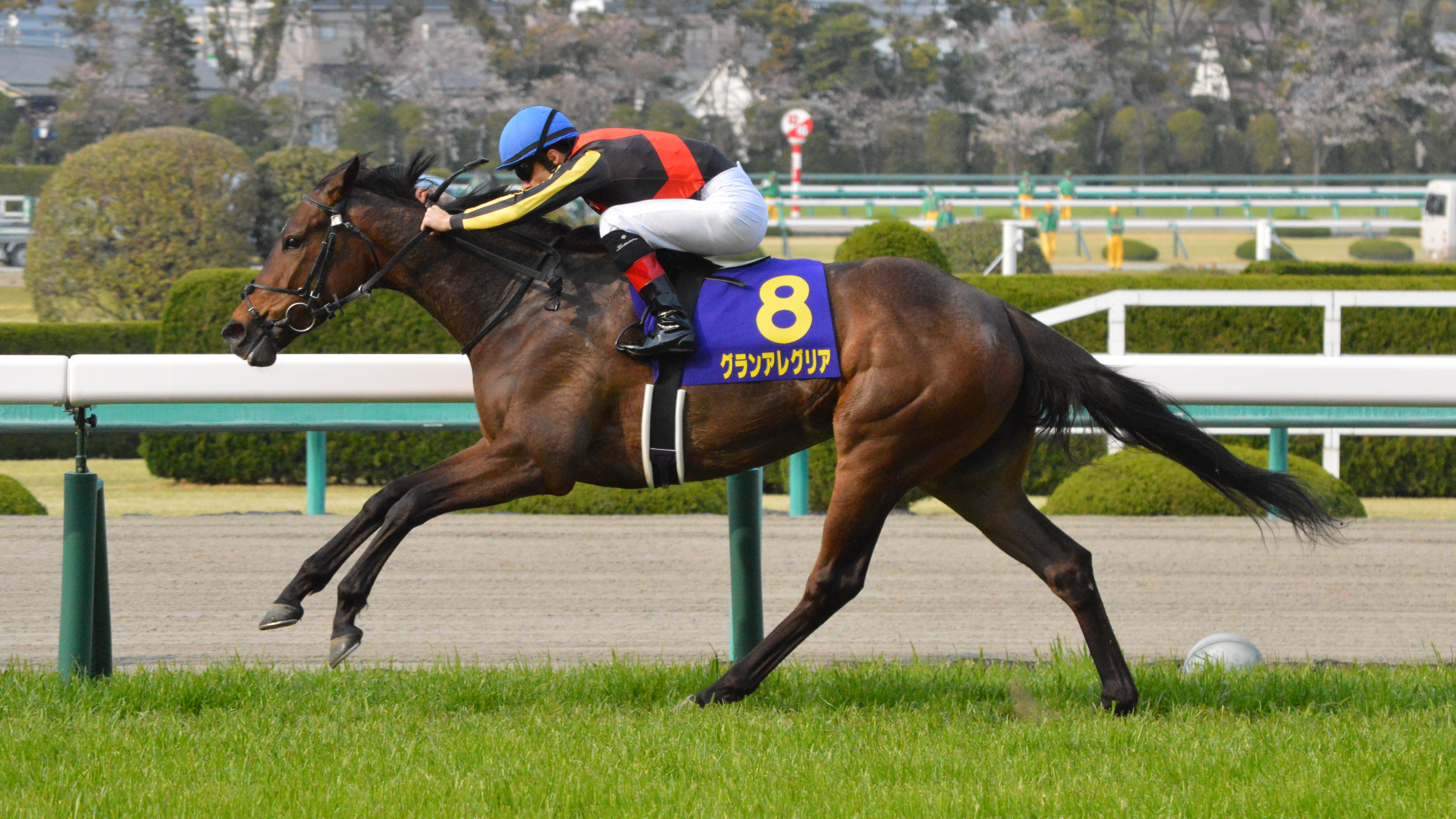
Gran Alegria dans le Oka Shō.

De retour à 3 ans, Gran Alegria rentre directement, sans préparatoire, dans le Oka Shō, l'équivalent des 1000 Guinées et la première manche de la Triple Couronne des pouliches japonaises. Elle s'y impose nettement devant Shigeru Pink Dia, la future championne Chrono Genesis et Danon Fantasy, favorite battue à qui elle prend le leadership de sa génération. Au passage, avec un chrono de 1'32"70, elle abaisse le record de l'épreuve détenu depuis l'année précédente par la phénoménale Almond Eye. Un mois plus tard, Gran Alegria affronte de nouveau les mâles dans la NHK Mile Cup, mais se manque quelque peu : quatrième au poteau, elle perd une place sur tapis vert pour avoir gêné ses concurrents dans la ligne droite. On ne la retrouve qu'à la toute fin de son année de 3 ans, avec une victoire facile dans la Hanshin Cup, face aux chevaux d'âge. Sa victoire impressionnante dans le Oka Shō lui vaut le titre de meilleure pouliche de 3 ans de l'année 2019, aux dépens de Loves Only You et Chrono Genesis, respectivement lauréates du Yūshun Himba et du Shuka Shō, les deux autres volets de la Triple Couronne.   
En 2020, Gran Alegria aborde pour la première fois l'exercice du sprint en se présentant au départ du Takamatsunomiya Kinen, sur 1 200 mètres. Et manque de peu la victoire, terminant troisième à la lutte, puis héritant du premier accessit après la rétrogradation de Kurino Gaudi, qui avait encore une fois créé la surprise en s'imposant, avant d'être relégué à la quatrième place. En juin, dans le Yasuda Kinen, se dresse face à elle le meilleur adversaire qu'elle aura à affronter : la championne Almond Eye, capable de briller de 1 600 m à 2 400 m. Elle est montée par Christophe Lemaire, qui a délaissé Gran Alegria pour l'occasion. Mais celle-ci se venge de l'affront en s'imposant sans discussion.Puis, à l'automne, passant encore du sprint au mile, elle remporte avec un Christophe Lemaire de retour ses troisième et quatrième victoires d'affilée, et autant de groupe 1, dans les Sprinters Stakes puis le Mile Championship. Gran Alegria est naturellement élue meilleur cheval sur les distances courtes de l'année au Japon.     
À 5 ans, Gran Alegria ne semble pas décidée à quitter la scène. On la retrouve sur 2 000 mètres, une distance peut-être excessive comme en témoigne sa défaite inaugurale dans la Osaka Cup. De retour sur le mile, elle remet les pendules à l'heure en s'adjugeant un cinquième groupe 1 dans le Victoria Mile, mais échoue de peu dans sa tentative de doublé dans le Yasuda Kinen. À l'automne, elle retente sa chance sur 2 000 mètres et prouve qu'elle a finalement la distance dans les jambes en terminant troisième du Tenno Sho (Automne) derrière deux champions, Efforia et Contrail. Mais Gran Alegria restera surtout une vraie championne sur le sprint et le mile, et elle termine sa carrière en apothéose par un doublé dans le Mile Championship et un nouveau titre de meilleur sprinter/miler du Japon. Sa cérémonie d'adieux a lieu le 18 décembre à Nakayama.      

### Résumé de carrière
| Date        | Hippodrome  | Pays        | Course                    | Statut      | Distance    | Jockey             | Place       | Écart       | Vainqueur ou deuxième |
| 2018, 2 ans | 2018, 2 ans | 2018, 2 ans | 2018, 2 ans               | 2018, 2 ans | 2018, 2 ans | 2018, 2 ans        | 2018, 2 ans | 2018, 2 ans | 2018, 2 ans           |
| ----------- | ----------- | ----------- | ------------------------- | ----------- | ----------- | ------------------ | ----------- | ----------- | --------------------- |
| 3 juin      | Tokyo       | Japon       | Maiden                    |             | 1 600 m     | Christophe Lemaire | 1er / 15    |             | Danone Fantasy        |
| 6 octobre   | Tokyo       | Japon       | Saudi Arabia Royal Cup    | Gr. 3       | 1 600 m     | Christophe Lemaire | 1er / 8     | 3 ½         | De Gaulle             |
| 16 décembre | Hanshin     | Japon       | Asahi Hai Futurity Stakes | Gr. 1       | 1 600 m     | Christophe Lemaire | 3e / 15     | 2 ½         | Admire Mars           |
| 2019, 3 ans |             |             |                           |             |             |                    |             |             |                       |
| 7 avril     | Hanshin     | Japon       | Oka Shō                   | Gr. 1       | 1 600 m     | Christophe Lemaire | 1er / 18    | 2 ½         | Shigeru Pink Dia      |
| 5 mai       | Tokyo       | Japon       | NHK Mile Cup              | Gr. 1       | 1 600 m     | Christophe Lemaire | 5e / 18     | 1 ¾         | Admire Mars           |
| 21 décembre | Hanshin     | Japon       | Hanshin Cup               | Gr. 2       | 1 400 m     | Christophe Lemaire | 1er / 18    | 5           | Fiano Romano          |
| 2020, 4 ans |             |             |                           |             |             |                    |             |             |                       |
| 29 mars     | Chukyo      | Japon       | Takamatsunomiya Kinen     | Gr. 1       | 1 200 m     | Kenichi Ikezoe     | 2e / 18     | cte tête    | Mozu Superflare       |
| 7 juin      | Tokyo       | Japon       | Yasuda Kinen              | Gr. 1       | 1 600 m     | Kenichi Ikezoe     | 1er / 14    | 2 ½         | Almond Eye            |
| 4 octobre   | Nakayama    | Japon       | Sprinters Stakes          | Gr. 1       | 1 200 m     | Christophe Lemaire | 1er / 16    | 2           | Danone Smash          |
| 22 novembre | Hanshin     | Japon       | Mile Championship         | Gr. 1       | 1 600 m     | Christophe Lemaire | 1er / 17    | 3/4         | Indy Champ            |
| 2021, 5 ans |             |             |                           |             |             |                    |             |             |                       |
| 4 avril     | Hanshin     | Japon       | Osaka Cup                 | Gr. 1       | 2 000 m     | Christophe Lemaire | 4e / 13     | 5           | Lei Papale            |
| 16 mai      | Tokyo       | Japon       | Victoria Mile             | Gr. 1       | 1 600 m     | Christophe Lemaire | 1er / 18    | 4           | Rambling Alley        |
| 6 juin      | Tokyo       | Japon       | Yasuda Kinen              | Gr. 1       | 1 600 m     | Christophe Lemaire | 2e / 14     | tête        | Danon Kingly          |
| 31 octobre  | Tokyo       | Japon       | Tenno Sho (Automne)       | Gr. 1       | 2 000 m     | Christophe Lemaire | 3e / 16     | 1 ¼         | Efforia               |
| 21 novembre | Hanshin     | Japon       | Mile Championship         | Gr. 1       | 1 600 m     | Christophe Lemaire | 1er / 16    | 3/4         | Schnell Meister       |

## Au haras

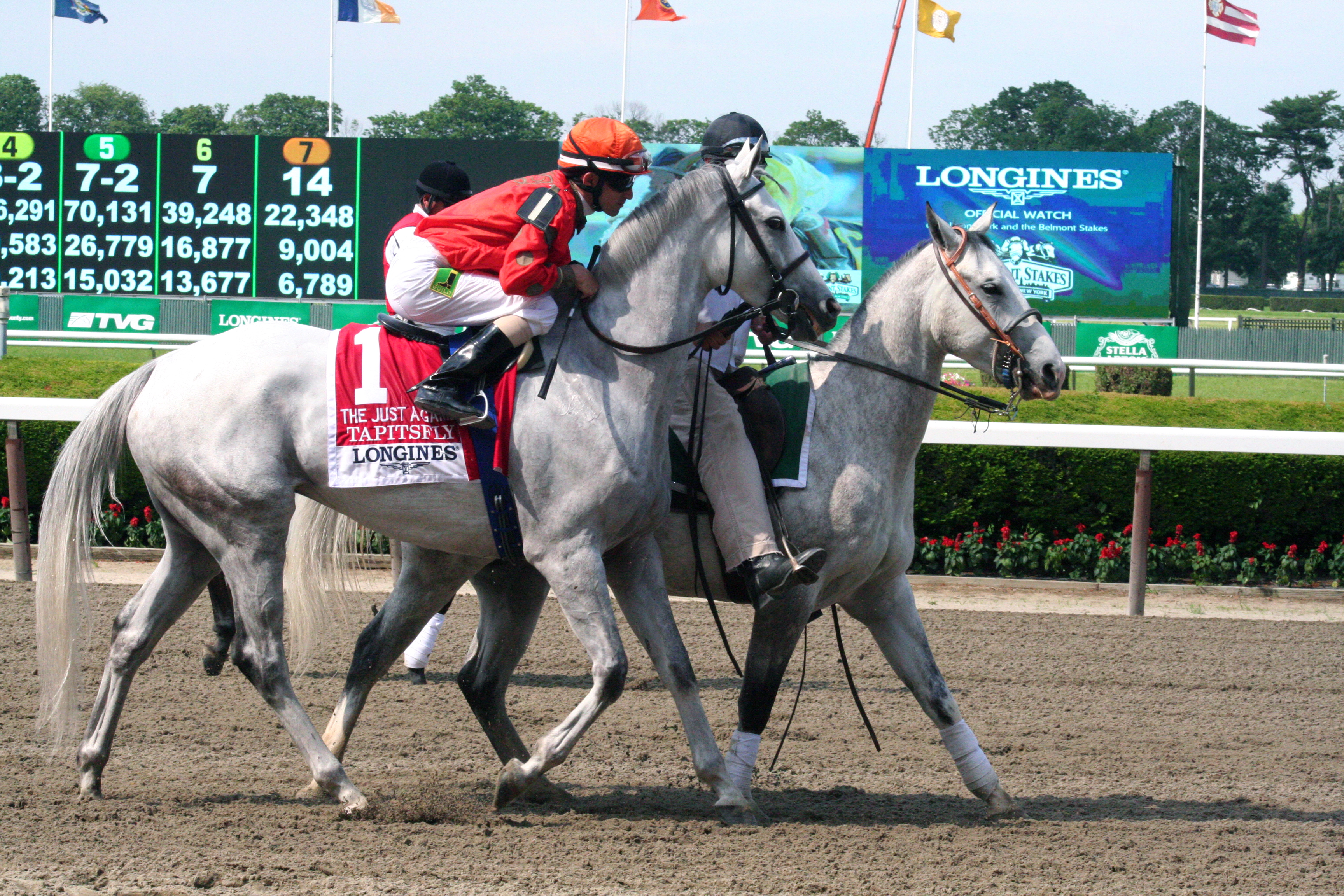
Tapitsfly, la mère de Gran Alegria

Retirée à Northern Farm, Gran Alegria donne naissance à son premier produit en 2023, un mâle par Epiphaneia, l'un des étalons japonais les plus en vue. 

## Origines
Gran Alegria est une fille de Deep Impact, l'un des plus grands champions de l'histoire des courses japonaises, et l'un de ses plus grands étalons, inamovible tête de liste des étalons japonais de 2012 à 2022. 
Sa mère, Tapitsfly, est une jument américaine importée par Northern Farm au Japon en 2012 pour la somme de $ 1 850 000 lors d'une vente aux enchères. Il faut dire que cette jument de grand talent, fille de l'étalon de tête Tapit, a brillé sur les pistes, où elle a remporté la Breeders' Cup Juvenile Fillies Turf et deux groupe 1 à 5 ans, les Just a Game Stakes et les First Lady Stakes, le tout pour 1,5 million de dollars de gains. Gran Alegria a largement justifié l'investissement de Northern Farm, mais à elle seule : le premier produit de Tapitsfly mourut poulain, le second fut Gan Alegria et le troisième tomba malade et mourut après sa seule sortie en piste. Puis Tapitsfly elle-même mourut en 2018.   

### Pedigree
| Origines de Gran Alegria (JPN), jument baie née en 2016 | Origines de Gran Alegria (JPN), jument baie née en 2016 | Origines de Gran Alegria (JPN), jument baie née en 2016 | Origines de Gran Alegria (JPN), jument baie née en 2016 |
| ------------------------------------------------------- | ------------------------------------------------------- | ------------------------------------------------------- | ------------------------------------------------------- |
| Père Deep Impact 2002                                   | Sunday Silence 1986                                     | Halo                                                    | Hail to Reason                                          |
| Père Deep Impact 2002                                   | Sunday Silence 1986                                     | Halo                                                    | Cosmah                                                  |
| Père Deep Impact 2002                                   | Sunday Silence 1986                                     | Wishing Well                                            | Understanding                                           |
| Père Deep Impact 2002                                   | Sunday Silence 1986                                     | Wishing Well                                            | Mountain Flower                                         |
| Père Deep Impact 2002                                   | Wind In Her Hair 1991                                   | Alzao                                                   | Lyphard                                                 |
| Père Deep Impact 2002                                   | Wind In Her Hair 1991                                   | Alzao                                                   | Lady Rebecca                                            |
| Père Deep Impact 2002                                   | Wind In Her Hair 1991                                   | Burghclere                                              | Busted                                                  |
| Père Deep Impact 2002                                   | Wind In Her Hair 1991                                   | Burghclere                                              | Highclere                                               |
| Mère Tapitsfly 2007                                     | Tapit 2001                                              | Pulpit                                                  | A.P. Indy                                               |
| Mère Tapitsfly 2007                                     | Tapit 2001                                              | Pulpit                                                  | Preach                                                  |
| Mère Tapitsfly 2007                                     | Tapit 2001                                              | Tap Your Heels                                          | Unbridled                                               |
| Mère Tapitsfly 2007                                     | Tapit 2001                                              | Tap Your Heels                                          | Ruby Slippers                                           |
| Mère Tapitsfly 2007                                     | Flying Marlin 1999                                      | Marlin                                                  | Sword Dance                                             |
| Mère Tapitsfly 2007                                     | Flying Marlin 1999                                      | Marlin                                                  | Syrian Summer                                           |
| Mère Tapitsfly 2007                                     | Flying Marlin 1999                                      | Morning Dove                                            | Fortunate Prospect                                      |
| Mère Tapitsfly 2007                                     | Flying Marlin 1999                                      | Morning Dove                                            | Pink Dove (famille 3-o)                                 |